# Ахун, Садри Салахович
Садри Салахович Ахун (тат. Садретдин Сәлахетдин улы Ахунов; 16 марта 1903 года, Екатеринбург — 21 июня 1990 года, Москва) — татарский советский скульптор, основоположник искусства скульптуры в Татарстане. Член (с 1936) Союза художников ТАССР и председатель правления (1940—1950) Союза. Заслуженный деятель искусств РСФСР (1950). Народный художник Татарской АССР (1949). Заслуженный деятель искусств Татарской АССР (1944).

## Биография
Родился в семье торгового работника, уроженца Лаишевского уезда Казанской губернии. Имел старших и младших сестёр и младшего брата. В 1904—1905 гг. семейство Ахуновых переехало в Челябинск к младшему брату отца — Закиру, ставшему крупным предпринимателем.
В Челябинске Садри окончил медресе (1915) и на следующий год поступил в коммерческое училище, где начал обучаться рисованию у Ефима Тихоновича Володина, заметившего способности у юного Садри. Окончив училище (1919), Садри продолжил художественное образование в Уральском художественно-промышленном техникуме (отделение камнерезного дела, окончил техникум в 1927 году, среди преподавателей были Т. Залькалн и В. Алмазов), затем в Ленинградском институте пролетарских изобразительных искусств (на скульптурном отделении, окончил в 1931 году), где обучался у Р. Р. Баха, А. Т. Матвеева, Л. В. Шервуда. Ещё студентом со своими работами из природного камня участвовал, как представитель СССР, во Всемирной выставке в Париже 1925 года и был награждён золотой медалью.
С 1931 года жил в Казани (в последний период на улице Карла Маркса, 59), преподавал в Казанском художественном училище, в котором возродил в 1949 году скульптурное отделение, воспитал скульпторов Н. И. Адылова, Ю. А. Ананьина, А. К. Баширова, Н. Я. Васильева, В. М. Маликова, Р. Х. Нигматуллину.
В годы Великой Отечественной войны был мобилизован, рядовым служил на передовой, потом демобилизован для агитационной работы.
С 1951 года жил и работал в Москве. Заведующий кафедрой композиции Московского технологического института (1966—1974).
Похоронен на Востряковском кладбище в Москве.

## Известные работы
В 1920—1922 года создал бюсты известных деятелей: Мулла-Нур Вахитов, Г. Тукая,
Пушкин, Лермонтов, Ленин, К. Маркс.
Композиция фонтанов «Владыкой мира будет труд» (1935, Казань, Московская улица).
Фонтан «Рыбак» (не сохранился)
Статуи «Теннисистка» и «Ядрометатель» около стадиона «Динамо» в Казани (1934—1937)
Портретный барельеф Р. Роллана (1938), с которым состоял в переписке
Барельеф Г. Камала в интерьере здания Татарского академического театра (1941—1945).
Памятник В. И. Ленину в Череповце (1957).
Памятник Г. Тукаю в Казани (1958)
Муса Джалиль
Памятник Амет-Хану Султану в Новодевичье кладбище (1974).
Выполнил посмертные маски Х. Такташа, Г. Камала, Ш. Камала, С. Айдарова.

## Известные адреса
Москва, улица Неждановой (ныне — Брюсов переулок), 7
Казань, улица К. Маркса, 59